# Cantone di Arras-Nord
Il Cantone di Arras-Nord era una divisione amministrativa dell'arrondissement di Arras.
È stato soppresso a seguito della riforma complessiva dei cantoni del 2014, che è entrata in vigore con le elezioni dipartimentali del 2015.
Comprendeva parte della città di Arras e i comuni di:
- Athies
- Saint-Laurent-Blangy
- Saint-Nicolas